# Protoceratidae
Famille
Sous-familles de rang inférieur
- †Leptotragulinae
  - †Heteromeryx
  - †Leptoreodon
  - †Leptotragulus
  - †Poabromylus
  - †Toromeryx
  - †Trigenicus
- †Protoceratinae
  - †Paratoceras
  - †Protoceras
  - †Pseudoprotoceras
- †Synthetoceratinae
  - †Kyptoceras
  - †Lambdoceras
  - †Prosynthetoceras
  - †Synthetoceras
  - †Syndyoceras

Les protocératidés (Protoceratidae) constituent une famille Taxon fossile de mammifères artiodactyles qui ont vécu en Amérique du Nord de la fin de l'Oligocène à la fin du Pliocène. Ils ressemblaient physiquement aux cervidés, mais étaient de plus proches parents des camélidés, au sein du sous-ordre des tylopodes. Ils pouvaient avoir une longueur de 1 à 2 mètres, allant de la taille d'un chevreuil à celle d'un wapiti. Contrairement à la majorité des ongulés modernes, le squelette de leurs membres ne comportait pas d'os canon. Leur denture ressemblait à celle des cerfs et des bovins actuels, ce qui suggère qu'ils se nourrissaient d'herbes résistantes et d'aliments du même genre, et possédaient un estomac complexe semblable à celui des chameaux. On pense qu'au moins certaines espèces vivaient en troupeau.
Le trait le plus spectaculaire des protocératidés était cependant les cornes des mâles. En plus d'une paire de cornes à la place habituelle, les protocératidés possédaient des cornes supplémentaires au-dessus du museau (cornes rostrales). Elles pouvaient être paires, comme chez Syndyoceras, ou fusionnées à la base en formant une fourche à l'extrémité, comme chez Synthetoceras. Sur l'animal vivant, ces cornes étaient probablement couvertes de peau, comme les ossicônes des girafes actuelles. Les femelles pouvaient soit porter des cornes nettement plus petites que celles des mâles, soit en être tout à fait dépourvues. Les cornes étaient donc probablement exhibées pendant la parade nuptiale ou la compétition sexuelle. Chez les espèces plus tardives, les cornes étaient assez grandes pour servir à des combats entre mâles, comme avec les bois de certains cervidés actuels.